# Philadelphus (Byzanz)
Philadelphus (altgriechisch Φιλάδελφος Philadelphos; † um 217) war Bischof von Byzantion in den Jahren 211–217 (nach anderen Angaben bis 214).
Seine Amtszeit begann im Todesjahr des Kaisers Septimius Severus, das zugleich ein Ende der unmittelbaren Christenverfolgung in Byzanz mit sich brachte; neuer Kaiser wurde Caracalla. Nachfolger des Philadelphus als Bischof wurde Cyriacus I.